# Adiantopsis monticola
Adiantopsis monticola là một loài thực vật có mạch trong họ Adiantaceae. Loài này được (Gardner) T. Moore miêu tả khoa học đầu tiên năm 1857.